# Bobsleeën op de Olympische Winterspelen 2010
Bobsleeën is een van de sporten die beoefend werden tijdens de Olympische Winterspelen 2010 in Vancouver. Het bobsleeën stond voor de twintigste keer op het olympische programma, alleen in 1960 ontbrak de sport. De wedstrijden vonden plaats op de bobslee-, rodel- en skeletonbaan van het Whistler Sliding Centre.
Het IOC had het maximale aantal deelnemers bij het bobsleeën vastgesteld op 30 bobsleeën in de beide wedstrijden voor de mannen en 20 in de vrouwenwedstrijd. In de vrouwencompetitie werd Australië als 21e land toegevoegd na een succesvolle arbitragezaak bij het CAS waar Australië als vertegenwoordiger van Oceanië een startplaats opeiste zonder dat dit ten koste van het 20e land, Ierland, zou gaan.
Namens België en Nederland namen dezelfde piloten met hun team deel als tijdens het wereldbekerseizoen 2009/2010. Voor België Elfje Willemsen en voor Nederland Esmé Kamphuis bij de vrouwen en de Nederlander Edwin van Calker in de tweemansbob. Voor de viermansbob competitie trok Van Calker zich terug, evenals de bobs van Australië en Liechtenstein en de tweede bobslee van Letland en Zwitserland.

## Programma
|                     | 20 februari       | 21 februari        | 23 februari       | 24 februari        | 26 februari        | 27 februari        |
| ------------------- | ----------------- | ------------------ | ----------------- | ------------------ | ------------------ | ------------------ |
| Mannen tweemansbob  | run1 en 2 (16.00) | run 3 en 4 (14.00) |                   |                    |                    |                    |
| Vrouwen tweemansbob |                   |                    | run1 en 2 (17.00) | run 3 en 4 (17.00) |                    |                    |
| Mannen viermansbob  |                   |                    |                   |                    | run 1 en 2 (13.00) | run 3 en 4 (13.00) |

## Medailles
In de tweemansbob prolongeerden de Duitse piloot André Lange en zijn remmer Kevin Kuske hun olympische titel in de tweemansbob. Het was voor beiden ook hun vierde gouden medaille op de Olympische Spelen, in 2002 en 2006 veroverden ze dit eremetaal in de viermansbob. Hiermee zijn ze de eersten die in het bobsleeën deze prestatie leveren. Voor het zilveren duo was het hun eerste olympische medaille. Voor het Russische duo Zoebkov / Vojevoda op plaats drie was het hun tweede medaille, in 2006 veroverden ze zilver in de viermansbob.
In de viermansbob veroverde de bob van piloot Steven Holcomb de vierde Amerikaans olympische titel in de deze discipline, de eerste drie werden in 1928, 1932 en 1948 veroverd. Voor alle vier de bemanningsleden was het hun eerste medaille. De Duitsers Lange / Kuske voegden een zilveren medaille aan hun vier gouden medailles toe. Voor hun teamgenoot Martin Putze was het zijn tweede medaille, in 2006 won hij goud, voor Alexander Rödiger was het zijn eerste medaille. In de Canadese bob op plaats drie veroverde alleen Lascelles Brown een tweede medaille, in 2006 won hij de zilveren medaille in de tweemansbob.
Bij de vrouwen stonden de drie duo’s, voor de eerste keer op het olympisch erepodium. Voor Canada waren het de eerste medailles bij de vrouwen in het bobsleeën, voor de Verenigde Staten was het de derde.
| Onderdeel           | Goud | Goud                                                       | Zilver | Zilver                                                 | Brons | Brons                                                    |
| ------------------- | ---- | ---------------------------------------------------------- | ------ | ------------------------------------------------------ | ----- | -------------------------------------------------------- |
| Mannen tweemansbob  | GER  | André Lange Kevin Kuske                                    | GER    | Thomas Florschütz Richard Adjei                        | RUS   | Aleksandr Zoebkov Aleksej Vojevoda                       |
| Mannen viermansbob  | USA  | Steven Holcomb Steve Mesler Curtis Tomasevicz Justin Olsen | GER    | André Lange Kevin Kuske Alexander Rödiger Martin Putze | CAN   | Lyndon Rush David Bissett Lascelles Brown Chris le Bihan |
|                     |      |                                                            |        |                                                        |       |                                                          |
| Vrouwen tweemansbob | CAN  | Kaillie Humphries Heather Moyse                            | CAN    | Helen Upperton Shelley-Ann Brown                       | USA   | Erin Pac Elana Meyers                                    |

## Uitslagen
DNS = niet gestart, DSQ = gediskwalificeerd

### Mannen tweemansbob
Van de 30 startgerechtigde bobsleeën, kwamen twee bobs van Zwitserland en één bob van Letland niet in actie in de wedstrijden nadat ze tijdens de trainingsessies waren gecrasht.
| #                          | Olympiër                                 | Land | Totaal  | Run 1    | Run 2 | Run 3 | Run 4 |
| -------------------------- | ---------------------------------------- | ---- | ------- | -------- | ----- | ----- | ----- |
| Goud                       | André Lange / Kevin Kuske                | GER  | 3.26,65 | 51,29    | 51,72 | 51,57 | 51,77 |
| Zilver                     | Thomas Florschütz / Richard Adjei        | GER  | 3.26,87 | 51,27 BR | 51,85 | 51,62 | 51,83 |
| Brons                      | Aleksandr Zoebkov / Aleksej Vojevoda     | RUS  | 3.27,51 | 51,79    | 52,02 | 51,80 | 51,90 |
| 4                          | Ivo Rüegg / Cédric Grand                 | SUI  | 3.27,85 | 51,76    | 52,18 | 51,92 | 51,99 |
| 5                          | Pierre Lueders / Jesse Lumsden           | CAN  | 3.27,87 | 51,94    | 52,12 | 51,87 | 51,94 |
| 6                          | Steven Holcomb / Curtis Tomasevicz       | USA  | 3.27,94 | 51,89    | 52,04 | 51,98 | 52,03 |
| 7                          | Dimitri Abramowitsch / Sergei Proednikov | RUS  | 3.28,46 | 52,03    | 52,40 | 52,11 | 51,92 |
| 8                          | Edgars Maskalans / Daumants Dreiškens    | LAT  | 3.29,08 | 52,16    | 52,32 | 52,17 | 52,43 |
| 9                          | Karl Angerer / Gregor Bermbach           | GER  | 3.29,29 | 52,23    | 52,43 | 52,19 | 52,44 |
| 10                         | John Napier / Steven Langton             | USA  | 3.29,40 | 52,28    | 52,45 | 52,31 | 52,36 |
| 11                         | Nicolae Istrate / Florin Cezar Craciun   | ROU  | 3.29,43 | 52,19    | 52,41 | 52,40 | 52,43 |
| 12                         | Mike Kohn / Nick Cunningham              | USA  | 3.29,78 | 52,47    | 52,71 | 52,25 | 52,35 |
| 13                         | Ivo Danilevic / Jan Stoklaska            | CZE  | 3.30,28 | 52,73    | 52,59 | 52,52 | 52,44 |
| 14                         | Edwin van Calker / Sybren Jansma         | NED  | 3.30,45 | 52,37    | 52,83 | 52,63 | 52,62 |
| 15                         | Lyndon Rush / Lascelles Brown            | CAN  | 3.30,46 | 51,67    | 54,70 | 51,93 | 52,16 |
| 16                         | Dawid Kupczyk / Marcin Piotr Niewia      | POL  | 3.30,50 | 52,45    | 52,91 | 52,42 | 52,72 |
| 17                         | Fabrizio Tosini / Sergio Riva            | ITA  | 3.30,66 | 52,84    | 52,83 | 52,34 | 52,65 |
| 18                         | Jürgen Loacker / Christian Hackl         | AUT  | 3.30,78 | 52,55    | 52,86 | 52,73 | 52,64 |
| 19                         | Patrice Servelle / Sébastien Gattuso     | MON  | 3.30,84 | 52,96    | 52,81 | 52,71 | 52,56 |
| 20                         | Milan Jagnesak / Petr Narovec            | SVK  | 3.32,06 | 53,18    | 53,16 | 52,73 | 52,99 |
| Niet geplaatst voor 4e run |                                          |      |         |          |       |       |       |
| 21                         | Hiroshi Suzuki / Ryuichi Kobayashi       | JPN  | 2.39,67 | 53,24    | 53,30 | 53,13 | 99,99 |
| 22                         | Christopher Spring / Duncan Harvey       | AUS  | 2.40,73 | 53,14    | 54,41 | 53,18 | 99,99 |
| -                          | Simone Bertazzo / Samuele Romanini       | ITA  |         | 52,33    | 52,88 | DSQ   | 99,99 |
| -                          | Michael Klingler / Thomas Dürr           | LIE  |         | 56,18    | DNS   | 99,99 | 99,99 |
| -                          | Jeremy Rollestone / Duncan Michael Pugh  | AUS  |         | DNF      | 99,99 | 99,99 | 99,99 |
| -                          | John James Jackson / Dan Money           | GBR  |         | DSQ      | 99,99 | 99,99 | 99,99 |
| -                          | Wolfgang Stampfer / Martin Lachkovics    | AUT  |         | DSQ      | 99,99 | 99,99 | 99,99 |

### Mannen viermansbob
| #                          | Olympiër                                                                       | Land | Totaal  | Run 1    | Run 2    | Run 3 | Run 4 |
| -------------------------- | ------------------------------------------------------------------------------ | ---- | ------- | -------- | -------- | ----- | ----- |
| Goud                       | Steven Holcomb / Steve Mesler Curtis Tomasevicz / Justin Olsen                 | USA  | 3.24,46 | 50,89 BR | 50,86 BR | 51,19 | 51,52 |
| Zilver                     | André Lange / Kevin Kuske Alexander Rödiger / Martin Putze                     | GER  | 3.24,84 | 51,14    | 51,05    | 51,29 | 51,36 |
| Brons                      | Lyndon Rush / David Bissett Lascelles Brown / Chris le Bihan                   | CAN  | 3.24,85 | 51,12    | 51,03    | 51,24 | 51,46 |
| 4                          | Thomas Florschütz / Ronny Listner Andreas Barucha / Richard Adjei              | GER  | 3.25,58 | 51,14    | 51,36    | 51,45 | 51,63 |
| 5                          | Pierre Lueders / Justin Kripps Neville Wright / Jesse Lumsden                  | CAN  | 3.25,60 | 51,27    | 51,29    | 51,50 | 51,54 |
| 6                          | Ivo Rüegg / Thomas Lamparter Cédric Grand / Beat Hefti                         | SUI  | 3.25,71 | 51,31    | 51,13    | 51,70 | 51,57 |
| 7                          | Karl Angerer / Andreas Bredau Alex Mann / Gregor Bermbach                      | GER  | 3.26,06 | 51,18    | 51,41    | 51,70 | 51,77 |
| 8                          | Jevgeni Popov / Alexey Kireev Denis Moiseychenkov / Andrej Joerkov             | RUS  | 3.26,13 | 51,49    | 51,16    | 51,67 | 51,81 |
| 9                          | Simone Bertazzo / Danilo Santarsiero Samuele Romanini / Mirko Turri            | ITA  | 3.26,25 | 51,57    | 51,38    | 51,62 | 51,68 |
| 9                          | Dimitri Abramovitsj / Roman Oresjnikov Sergej Proednikov / Dimitri Stepoesjkin | RUS  | 3.25,25 | 51,32    | 51,40    | 51,78 | 51,75 |
| 11                         | Edgars Maskalāns / Mihails Arhipovs Raivis Broks / Pāvels Tulubjevs            | LAT  | 3.26,65 | 51,60    | 51,42    | 51,85 | 51,78 |
| 12                         | Ivo Danilevič / Jan Kobián Jan Stokláska / Dominik Suchý                       | CZE  | 3.26,98 | 51,54    | 51,72    | 51,76 | 51,96 |
| 13                         | Mike Kohn / Nick Cunningham Jamie Moriarty / Bill Schuffenhauer                | USA  | 3.27,32 | 51,69    | 51,42    | 52,10 | 52,11 |
| 14                         | Dawid Kupczyk / Michal Zblewski Pawel Mroz / Marcin Piotr Niewiara             | POL  | 3.28,53 | 51,94    | 51,96    | 52,35 | 52,28 |
| 15                         | Nicolae Istrate / Ioan Danut Dovalciuc Ionut Andrei / Florin Cezar Craciu      | ROU  | 3.28,89 | 52,05    | 52,00    | 52,34 | 52,50 |
| 16                         | Jan Vrba / Martin Bohmann Ondřej Kozlovský / Miloš Veselý                      | CZE  | 3.29,13 | 52,00    | 52,09    | 52,34 | 52,61 |
| 17                         | John James Jackson / Allyn Condon Dan Money / Henry Odili Nwume                | GBR  | 3.30,21 | 51,53    | 54,29    | 52,24 | 52,15 |
| 18                         | Vuk Radjenovic / Milos Savic Igor Šarcevic / Slobodan Matijevic                | SRB  | 3.30,35 | 52,37    | 52,40    | 52,84 | 52,74 |
| 19                         | Kang Kwang-bae / Lee Jin-hee Kim Dong-hyun / Kim Jung-su                       | KOR  | 3.31,13 | 52,76    | 52,53    | 52,92 | 52,92 |
| 20                         | Ivan Šola / Igor Marić Slaven Krajačić / Mate Mezulić                          | CRO  | 3.31,53 | 52,58    | 52,69    | 53,15 | 53,11 |
| Niet geplaatst voor 4e run |                                                                                |      |         |          |          |       |       |
| 21                         | Hiroshi Suzuki / Ryuichi Kobayashi Shinji Doigawa / Masaru Miyauchi            | JPN  | 2.38,76 | 52,09    | 54,16    | 52,53 |       |
| -                          | John Napier / Christopher Fogt Steven Langton / Charles Berkeley               | USA  |         | 51,30    | 53,41    | DNS   | 99,99 |
| -                          | Aleksandr Zoebkov / Filipp Jegorov Petr Moiseev / Dmitri Troenenkov            | RUS  | 9.99,99 | 52,52    | DNS      | 99,99 | 99,99 |
| -                          | Wolfgang Stampfer / Christian Hackl Jürgen Mayer / Johannes Wipplinger         | AUT  | 9.99,99 | 53,64    | DNS      | 99,99 | 99,99 |
| -                          | Milan Jagnešák / Marcel Lopuchovský Petr Narovec / Martin Tešovič              | SVK  | 9.99,99 | 55,25    | DNS      | 99,99 | 99,99 |

### Vrouwen tweemansbob
| #                          | Olympiër                                 | Land | Totaal  | Run 1    | Run 2    | Run 3    | Run 4 |
| -------------------------- | ---------------------------------------- | ---- | ------- | -------- | -------- | -------- | ----- |
| Goud                       | Kaillie Humphries / Heather Moyse        | CAN  | 3.32,28 | 53,19 BR | 53,01 BR | 52,85 BR | 53,23 |
| Zilver                     | Helen Upperton / Shelley-Ann Brown       | CAN  | 3.33,13 | 53,50    | 53,12    | 53,34    | 53,17 |
| Brons                      | Erin Pac / Elana Meyers                  | USA  | 3.33,40 | 53,28    | 53,05    | 53,29    | 53,78 |
| 4                          | Sandra Kiriasis / Christin Senkel        | GER  | 3.33,81 | 53,41    | 53,23    | 53,58    | 53,59 |
| 5                          | Bree Schaaf / Emily Azevedo              | USA  | 3.34,05 | 53,76    | 53,33    | 53,56    | 53,40 |
| 6                          | Shauna Rohbock / Michelle Rzepka         | USA  | 3.34,06 | 53,73    | 53,36    | 53,53    | 53,44 |
| 7                          | Claudia Schramm / Janine Tischer         | GER  | 3.34,68 | 53,65    | 53,57    | 53,81    | 53,65 |
| 8                          | Esmé Kamphuis / Tine Veenstra            | NED  | 3.35,14 | 53,81    | 53,59    | 54,09    | 53,65 |
| 9                          | Anastasia Skoelkina / Jelena Doronina    | RUS  | 3.35,93 | 54,38    | 53,64    | 54,08    | 53,83 |
| 10                         | Fabienne Meyer / Hanne Schenk            | SUI  | 3.36,13 | 54,04    | 54,27    | 54,00    | 53,82 |
| 11                         | Paula Walker / Kelly Thomas              | GBR  | 3.36,18 | 54,19    | 53,58    | 54,47    | 53,94 |
| 12                         | Sabina Hafner / Caroline Spahni          | SUI  | 3.36,84 | 54,18    | 54,70    | 53,87    | 54,09 |
| 13                         | Jessica Gillarduzzi / Laura Curione      | ITA  | 3.37,03 | 54,15    | 54,37    | 54,40    | 54,11 |
| 14                         | Elfje Willemsen / Eva Willemarck         | BEL  | 3.37,48 | 54,27    | 54,40    | 54,64    | 54,17 |
| 15                         | Carmen Radenovic / Vera Alina Savin      | ROU  | 3.38,27 | 54,41    | 54,46    | 54,82    | 54,58 |
| 16                         | Manami Hino / Asazu Konomi               | JPN  | 3.38,38 | 54,64    | 54,78    | 54,65    | 54,31 |
| 17                         | Aoife Hoey / Claire Bergin               | IRL  | 3.38,84 | 55,04    | 54,49    | 54,73    | 54,58 |
| 18                         | Olga Fjodorova / Julia Timofeeva         | RUS  | 3.41,40 | 54,40    | 55,21    | 54,40    | 57,39 |
| Niet geplaatst voor 4e run |                                          |      |         |          |          |          |       |
| 19                         | Astrid Loch-Wilkinson / Cecilia McIntosh | AUS  | 2.44,57 | 54,85    | 54,66    | 55,16    |       |
| -                          | Nicola Minichielo / Gillian Cooke        | GBR  | 9.99,9  | 53,85    | 53,73    | 55,87    | DNS   |
| -                          | Cathleen Martini / Romy Logsch           | GER  | 9.99,9  | 53,28    | 53,32    | 53,39    | DSQ   |

DNS = niet gestart, DSQ = gediskwalificeerd
Chamonix 1924 · St. Moritz 1928 · Lake Placid 1932 · Garmisch-Partenkirchen 1936 · St. Moritz 1948 · Oslo 1952 · Cortina d'Ampezzo 1956 · Innsbruck 1964 · Grenoble 1968 · Sapporo 1972 · Innsbruck 1976 · Lake Placid 1980 · Sarajevo 1984 · Calgary 1988 · Albertville 1992 · Lillehammer 1994 · Nagano 1998 · Salt Lake City 2002 · Turijn 2006 · Vancouver 2010 · Sotsji 2014 · Pyeongchang 2018 · Peking 2022 
Lijst van olympische medaillewinnaars
Alpineskiën · Biatlon · Bobsleeën · Curling · Freestyleskiën · Kunstrijden · Langlaufen · Noordse combinatie · Rodelen · Schaatsen · Schansspringen · Shorttrack · Skeleton · Snowboarden · IJshockey